# Miteco
Miteco de Siracusa (en griego antiguo: Μίθαικος) fue un cocinero y autor de libros de cocina del final del siglo V a. C. Griego de Sicilia en una época en la que la isla era rica y conocida por su refinamiento, Miteco habría aportado a Grecia la gastronomía siciliana. Según diferentes fuentes más o menos fiables, Miteco habría trabajado en Esparta, de donde habría sido expulsado por su mala influencia, y de Atenas. Es mencionado con desdén en el diálogo Gorgias, de Platón: 

Miteco, que ha escrito un libro de cocina siciliana.
Platón: Gorgias, 518bc

El libro de cocina de Miteco se titula Ὀψαρτυτικός, que significa Arte Culinario o Tratado de cocina; es el libro culinario más antiguo cuyo título se conoce; se lo encuentra en el Libro VII del Banquete de los eruditos, de Ateneo:
CINTAS (Tainía): «saca las tripas de la cinta una vez que le cortes la cabeza; lávala, córtala en filetes y rocíala con queso y aceite de oliva».
Esta receta está escrita en dorio y describe en una línea cómo preparar el pescado Cepola macrophthalma (cinta). La adición de queso parece ser una fuente de controversia: se cita a Arquéstrato advirtiendo a los lectores que los cocineros de Siracusa echan a perder el buen pescado añadiendo queso.